# Bostwick (Georgia)
Bostwick – miasto w Stanach Zjednoczonych, w stanie Georgia, w hrabstwie Morgan.